# Muyil
Muyil è un sito archeologico della civiltà Maya situato sulla costa orientale della penisola dello Yucatán. SI trova a circa 15 km a sud di Tulum. Gli oggetti ritrovati nella zona risalgono a circa il 350 a.C., con alcuni datati intorno al 1200-1500 d.C. Le rovine di Muyil sono in stile Peten, come quelle di città come Tikal con piramidi a scalini perpendicolari. Si trova presso la laguna Sian Ka'an. Muyil si trovava presso una zona frequentata da commercianti che scambiavano beni con altre popolazioni dei Caraibi e della zona, commerciando in giada, ossidiana, cioccolato, miele, piume d'uccello, gomma, e sale. Si pensa che Muyil avesse forti legami con Coba a 44 km di distanza verso nord est.